# Ariel (måne)
 For alternative betydninger, se Ariel. (Se også artikler, som begynder med Ariel)
Ariel er en af planeten Uranus' måner: Den blev opdaget den 24. oktober 1851 af William Lassell.

## Navngivning
I 1852 foreslog Herschels søn John Herschel at kalde de fire Uranus-måner man kendte dengang, for Ariel, Oberon, Titania og Umbriel. William Lassell, som året forinden havde opdaget månerne Ariel og Umbriel, bakkede op om forslaget, ligesom han støttede John Herschels navneforslag vedrørende Saturn-måner og selv fulgte det ved at kalde den Saturn-måne han selv havde opdaget, for Hyperion.
Alle Uranus' måner er opkaldt efter skikkelser fra William Shakespeares og Alexander Popes værker: Ariel har navn efter sylfiden Ariel fra Alexander Popes digt Rape of the Lock. Månen Ariel kendes desuden også under betegnelsen Uranus I.

## Ariels overflade
De hidtil eneste nærbilleder af Ariel stammer fra rumsonden Voyager 2's forbiflyvning i januar 1986: På dette tidspunkt vendte Ariel den sydlige halvkugle mod Solen, så dette er den eneste del af månen, der er blevet observeret fra nært hold.
Ariel består af omtrent 50 % vand-is, 20% frossen metan og 30% silikater (klippemateriale). Visse egne af Ariels overflade synes at være dækket af frisk rimfrost, og der er forholdsvis få kratere. Dette tyder på, at Ariel har undergået voldsom geologisk aktivitet, som har skabt et netværk af kløfter samt sletter, hvor flydende vand har dækket partier af overfladen før det frøs til en jævn isoverflade.